# Villasalto
Villasalto (en sard, Biddesartu) és un municipi italià, dins de la província de Sardenya del Sud. L'any 2007 tenia 1.353 habitants. Es troba a la regió de Sarrabus-Gerrei. Limita amb els municipis d'Armungia, Burcei, Dolianova, San Nicolò Gerrei, San Vito, Sinnai i Villaputzu.

## Administració
| Període | Identitat      | Partit        |
| ------- | -------------- | ------------- |
| 2006-   | Giorgio Murtas | Llista cívica |